# Finnish Open
Die Finnish Open (bis 2013 Finnish International) sind offene internationalen Meisterschaften von Finnland im Badminton. Sie werden seit 1990 ausgetragen. Nach vier ausgetragenen Titelkämpfen pausierten sie zwei Jahre, wurden 1996 noch einmal ausgetragen und pausierten danach erneut fünf Jahre. Seit 2002 finden sie wieder regelmäßig statt. Die Titelkämpfe gehören dem BE Circuit an. 2014 wurde eine zweite internationale finnische Meisterschaft ins Leben gerufen, welche den Namen Finnish International übernahmen, während die ursprünglichen Titelkämpfe ihren Namen in Finnish Open änderten. 2023 kam es zu einer erneuten Namensänderung hin zu Arctic Open.
Nationale Titelkämpfe in Finnland gibt es schon seit 1955.

## Die Sieger
| Saison    | Herreneinzel           | Dameneinzel              | Herrendoppel                                        | Damendoppel                                | Mixed                                        |
| --------- | ---------------------- | ------------------------ | --------------------------------------------------- | ------------------------------------------ | -------------------------------------------- |
| 1990      | Morten Frost           | Pernille Nedergaard      | Imay Hendra Bagus Setiadi                           | Christine Magnusson Maria Bengtsson        | Thomas Lund Pernille Dupont                  |
| 1991      | Liu Jun                | Tang Jiuhong             | Chen Kang Chen Hongyong                             | Nettie Nielsen Gillian Clark               | Henrik Svarrer Maria Bengtsson               |
| 1992      | Poul-Erik Høyer Larsen | Pernille Nedergaard      | Peter Axelsson Pär-Gunnar Jönsson                   | Lisbet Stuer-Lauridsen Marlene Thomsen     | Jan Paulsen Fiona Smith                      |
| 1993      | Peter Espersen         | Camilla Martin           | Christian Jakobsen Henrik Svarrer                   | Marlene Thomsen Camilla Martin             | Jan-Eric Antonsson Astrid Crabo              |
| 1994 1995 | nicht ausgetragen      | nicht ausgetragen        | nicht ausgetragen                                   | nicht ausgetragen                          | nicht ausgetragen                            |
| 1996      | Rikard Magnusson       | Joanne Muggeridge        | Ian Pearson James Anderson                          | Kelly Morgan Joanne Muggeridge             | James Anderson Emma Chaffin                  |
| 1997 2001 | nicht ausgetragen      | nicht ausgetragen        | nicht ausgetragen                                   | nicht ausgetragen                          | nicht ausgetragen                            |
| 2002      | Kasperi Salo           | Anu Weckström            | Evgenij Isakov Andrej Zholobov                      | Elin Bergblom Johanna Persson              | Konstantin Dobrev Petya Nedelcheva           |
| 2003      | Kasperi Salo           | Xu Huaiwen               | Victor Maljutin Mikhail Kell                        | Nadieżda Kostiuczyk Kamila Augustyn        | Thomas Laybourn Julie Houmann                |
| 2004      | Hidetaka Yamada        | Jiang Yanmei             | Evgenij Isakov Sergey Ivlev                         | Neli Boteva Petya Nedelcheva               | Andrey Konakh Olga Konon                     |
| 2005      | Joachim Persson        | Susan Hughes             | Henrik Andersson Fredrik Bergström                  | Sandra Marinello Kathrin Piotrowski        | Robert Mateusiak Nadieżda Kostiuczyk         |
| 2006      | Joachim Persson        | Petra Overzier           | Jonas Rasmussen Peter Steffensen                    | Ekaterina Ananina Anastasia Russkikh       | Jonas Rasmussen Britta Andersen              |
| 2007      | Joachim Persson        | Li Wenyan                | Frédéric Mawet Wouter Claes                         | Mie Schjøtt-Kristensen Christinna Pedersen | Tim Dettmann Annekatrin Lillie               |
| 2008      | Martin Bille Larsen    | Elizabeth Cann           | Fran Kurniawan Rendra Wijaya                        | Lena Frier Kristiansen Kamilla Rytter Juhl | Fran Kurniawan Shendy Puspa Irawati          |
| 2009      | Peter Mikkelsen        | Juliane Schenk           | Chen Hung-ling Lin Yu-lang                          | Valeria Sorokina Nina Vislova              | Vitaliy Durkin Nina Vislova                  |
| 2010      | Raul Must              | Anastasia Prokopenko     | Sébastien Vincent Laurent Constantin                | Barbara Matias Elisa Chanteur              | Mikkel Delbo Larsen Mie Schjøtt-Kristensen   |
| 2011      | abgesagt               | abgesagt                 | abgesagt                                            | abgesagt                                   | abgesagt                                     |
| 2012      | Rajiv Ouseph           | Yao Jie                  | Vladimir Ivanov Ivan Sozonov                        | Alex Bruce Michelle Li                     | Chris Adcock Imogen Bankier                  |
| 2013      | Rajiv Ouseph           | Carolina Marín           | Nelson Heg Wei Keat Teo Ee Yi                       | Imogen Bankier Petya Nedelcheva            | Anders Skaarup Rasmussen Lena Grebak         |
| 2014      | Emil Holst             | Line Kjærsfeldt          | Anders Skaarup Rasmussen Kim Astrup                 | Line Damkjær Kruse Marie Røpke             | Anders Skaarup Rasmussen Lena Grebak         |
| 2015      | Vladimir Malkov        | Beatriz Corrales         | Andrew Ellis Peter Mills                            | Heather Olver Lauren Smith                 | Anatoliy Yartsev Evgeniya Kosetskaya         |
| 2016      | Kanta Tsuneyama        | Anna Thea Madsen         | Mathias Christiansen David Daugaard                 | Misato Aratama Akane Watanabe              | Mathias Christiansen Lena Grebak             |
| 2017      | Rasmus Gemke           | Shiori Saito             | Liao Min-chun Su Ching-heng                         | Misato Aratama Akane Watanabe              | Tseng Min-hao Hu Ling-fang                   |
| 2018      | Leong Jun Hao          | Gregoria Mariska Tunjung | Akbar Bintang Cahyono Mohamed Reza Pahlevi Isfahani | Asumi Kugo Megumi Yokoyama                 | Alfian Eko Prasetya Marsheilla Gischa Islami |
| 2019      | Kunlavut Vitidsarn     | Julie Dawall Jakobsen    | Muhammad Shohibul Fikri Bagas Maulana               | Erina Honda Nozomi Shimizu                 | Rehan Naufal Kusharjanto Lisa Ayu Kusumawati |
| 2020 2022 | abgesagt               | abgesagt                 | abgesagt                                            | abgesagt                                   | abgesagt                                     |
| 2023      | Lee Zii Jia            | Han Yue                  | Kim Astrup Anders Skaarup Rasmussen                 | Liu Shengshu Tan Ning                      | Feng Yanzhe Huang Dongping                   |
| 2024      | Chou Tien-chen         | Han Yue                  | Goh Sze Fei Nur Izzuddin                            | Liu Shengshu Tan Ning                      | Feng Yanzhe Huang Dongping                   |